# Écordal
Écordal est une commune française située dans le département des Ardennes, en région Grand Est.

## Géographie

### Localisation
Écordal est située à 16 km à l'est de Rethel, 17 km au nord-ouest de Vouziers, 28 km au sud de Charleville-Mézières, 50 km au nord-est de Reims et 65 km au nord de Châlons-en-Champagne.
| Chesnois-Auboncourt     | Saint-Loup-Terrier | Guincourt |
| Sorcy-Bauthémont        | Écordal            | Tourteron |
| Alland'Huy-et-Sausseuil | Charbogne          | Suzanne   |

### Géologie et relief

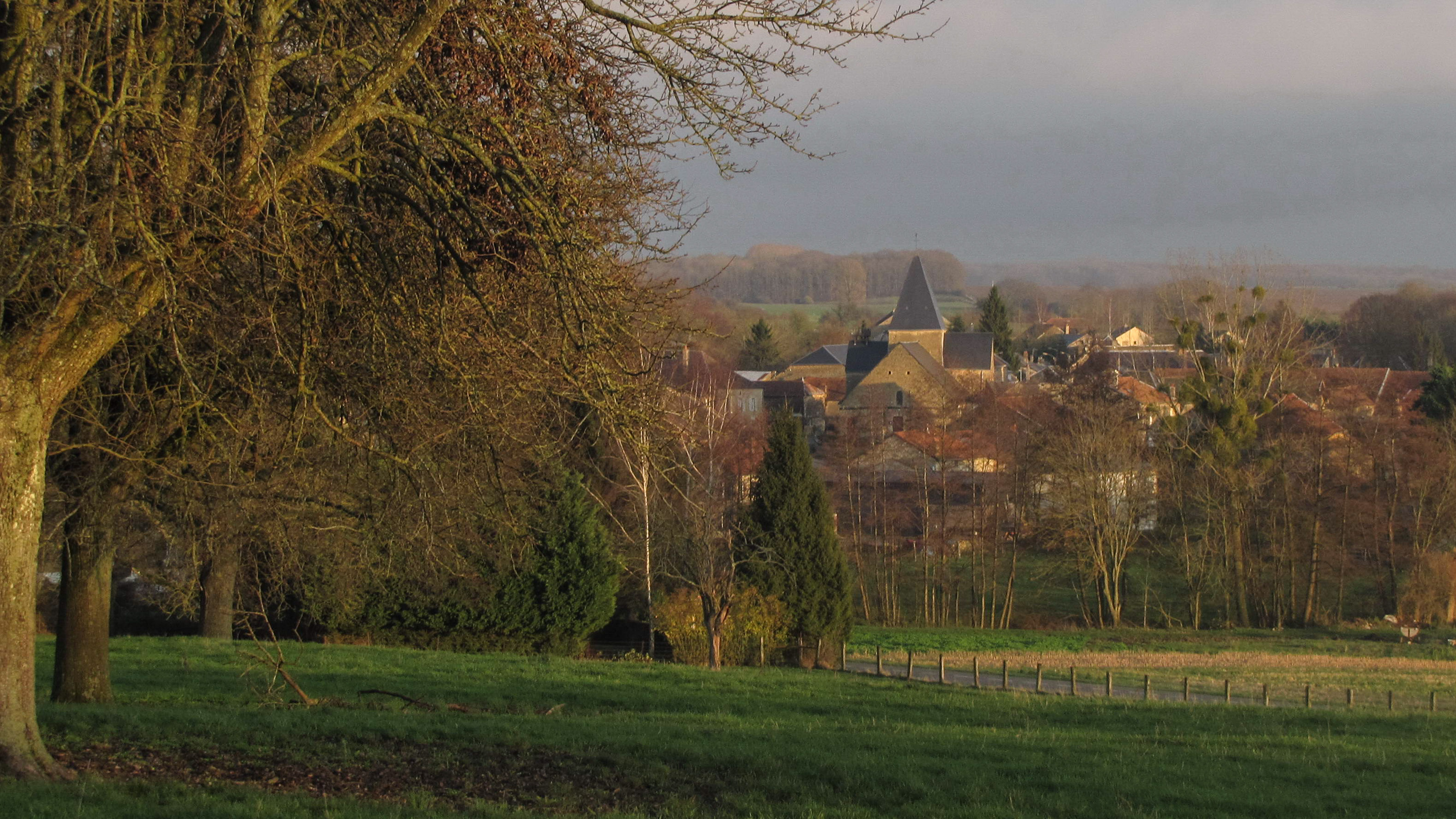
Écordal en automne vue du plateau de Saulemon.

Écordal est située sur les dernières pentes méridionales des Crêtes préardennaises, sur un terrain légèrement vallonné, du jurassique supérieur.
Les terres du sud du territoire communal sont argileuses et couvertes de limon. Le reste est une terre acide mais son humidité favorise d'excellents pâturages. Ces terres sont de façon générale propices à l'arboriculture fruitière. Le bourg est entouré de cultures, mais surtout de prairies et de vergers. Quelques bois sont situés au nord.

### Principaux lieux-dits et écarts

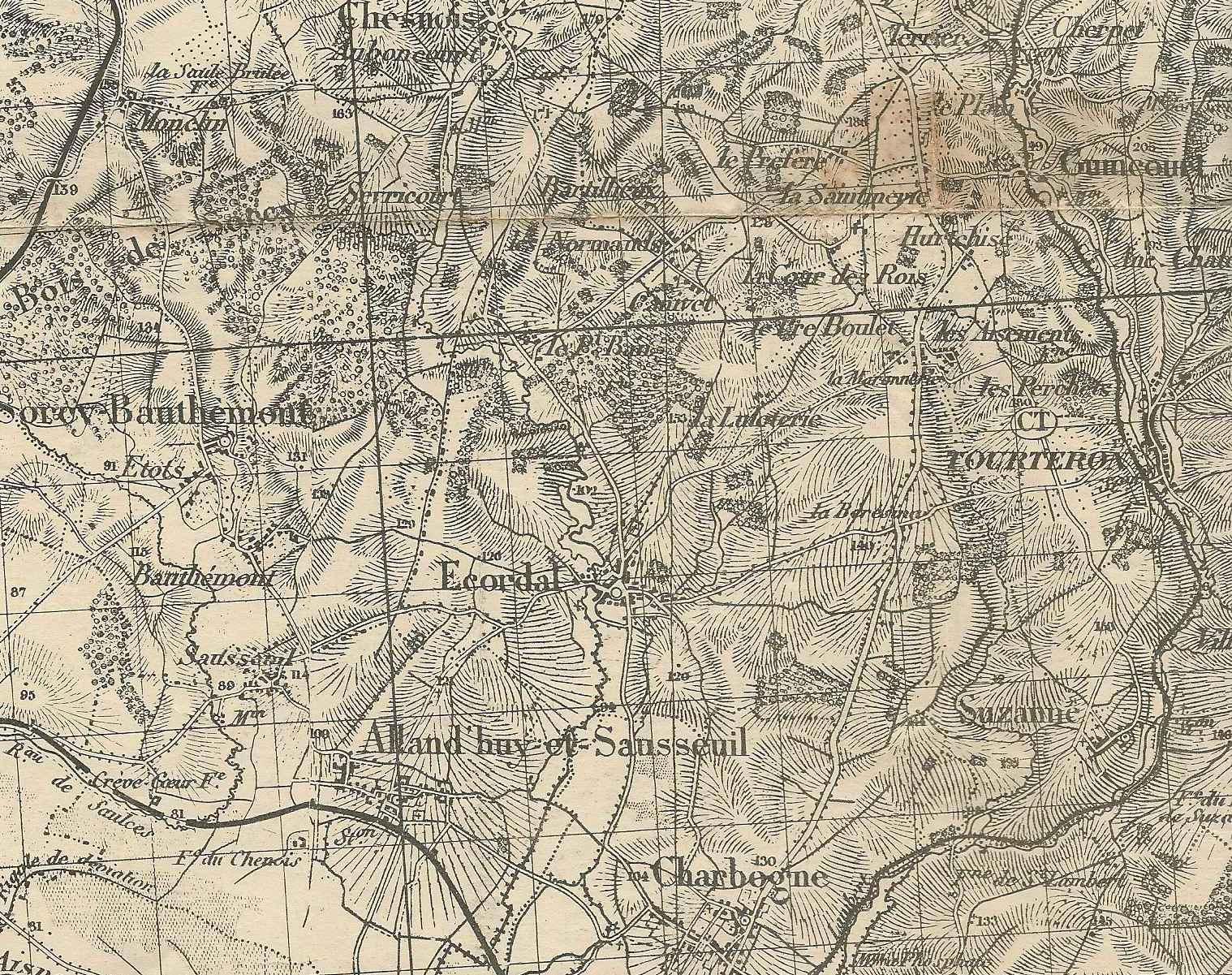
Environs d'Écordal en 1935, avec les hameaux.

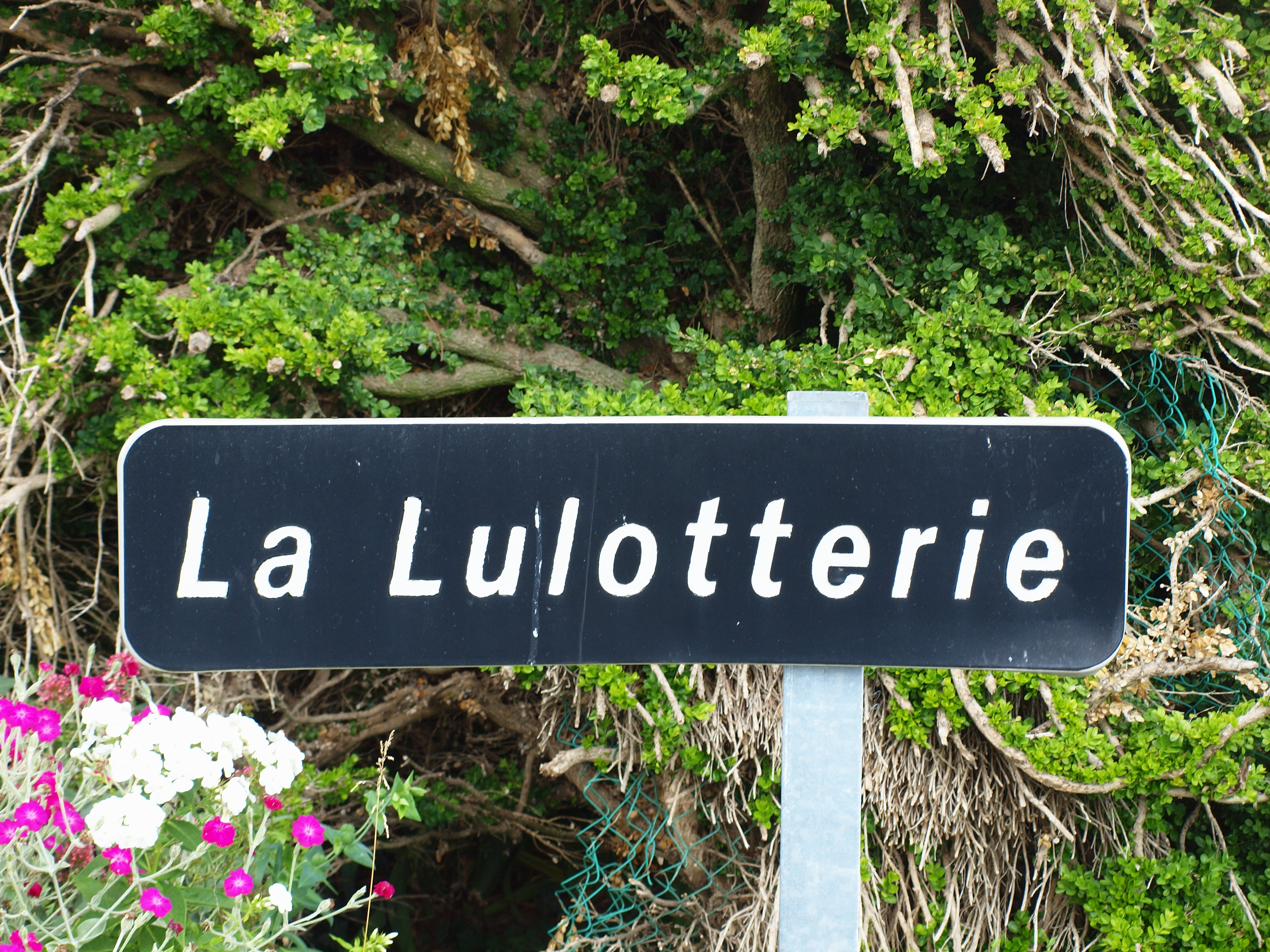
La Lulotterie.

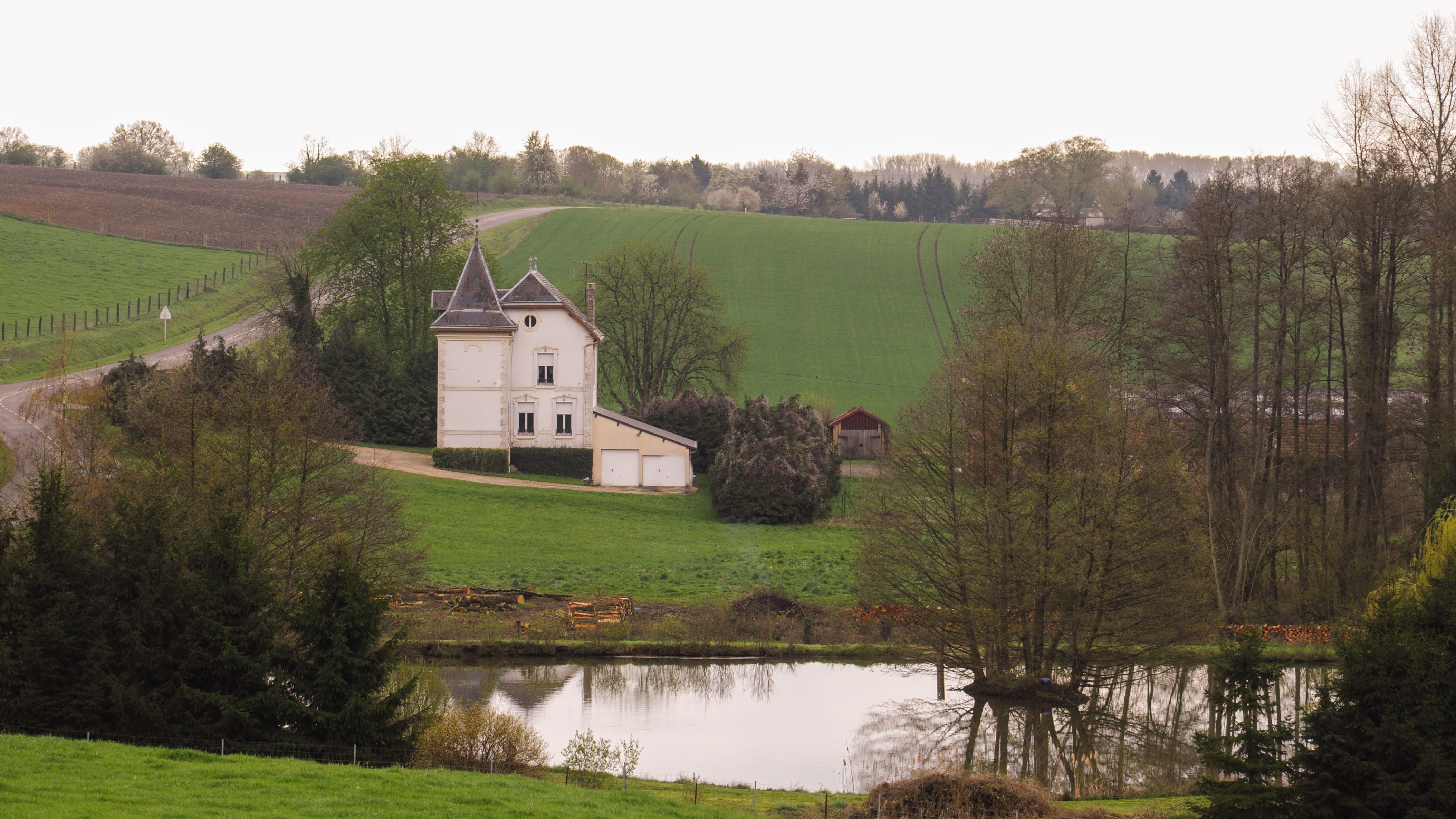
Bonne Fontaine, hameau du Moulin à couleurs d'Écordal.

- le Petit Ban
- le Pré Boulet
- la Bérézina
- la Lulotterie
- Bonne Fontaine
- Saulemon

### Voies de communication et transports

#### Transports routiers

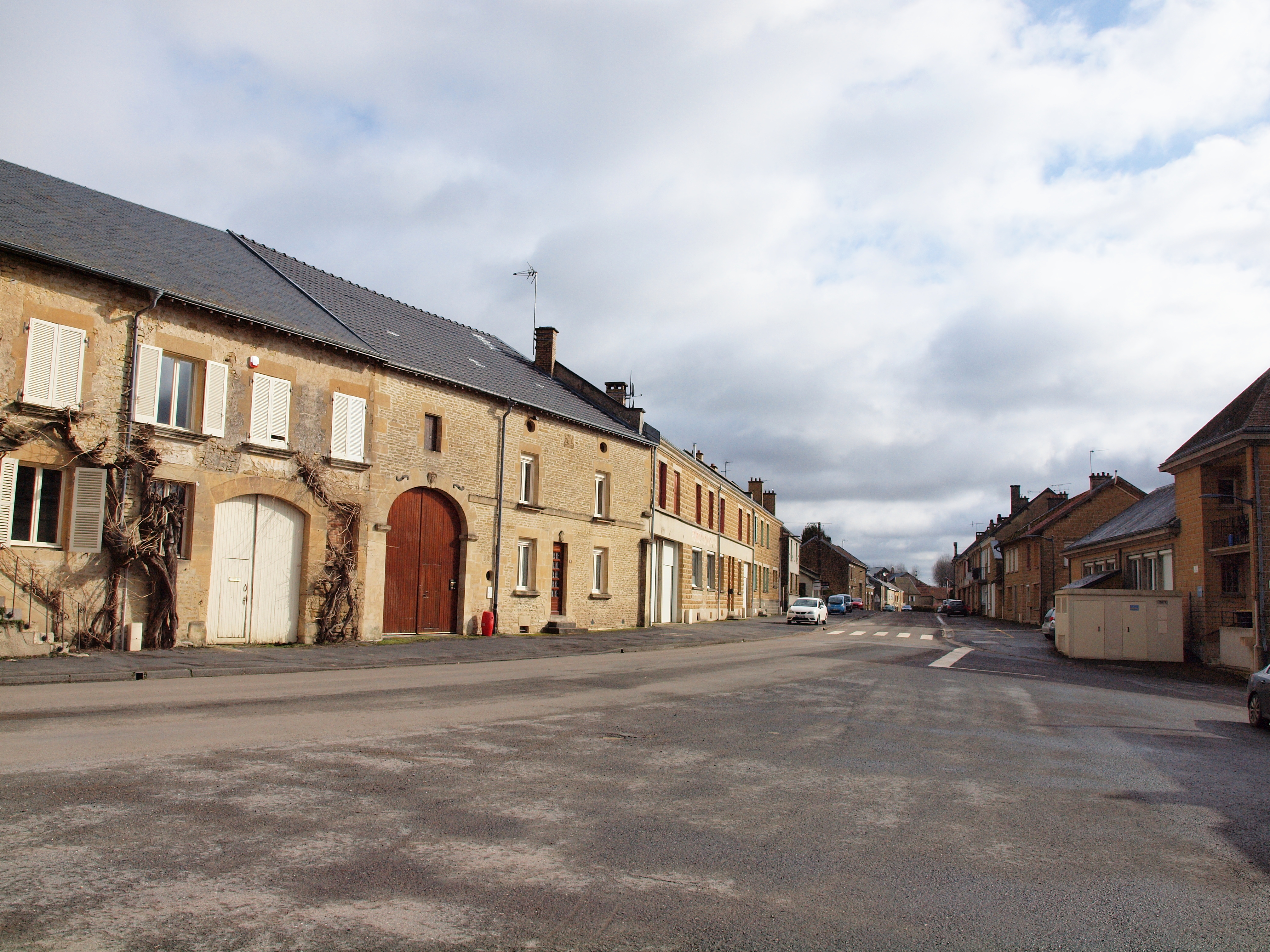
La rue des Telliers, axe principal du village.

La D30 relie Rethel à Le Chesne, en passant par le village d'ouest en est. 
 Une autre route, la D43, part d'Écordal vers le nord-est, en direction de Bouvellemont. Elle est prolongée au sud-ouest de la commune, en direction de Givry-sur-Aisne.

 Enfin, le territoire est traversé par la D987 à l'est. Cette dernière relie Charleville-Mézières à Châlons-en-Champagne.

#### Transports ferroviaires
La gare la plus proche d'Écordal est celle d'Amagne - Lucquy, située à 8 km. Celle-ci est desservie par le TER Fluo, assurant des liaisons vers Charleville-Mézières, Sedan et Reims.
La gare de Rethel, située à 17 km, est quant à elle desservie par le TGV Paris-Est - Charleville-Mézières - Sedan.

### Commerces
Écordal dispose d'une boulangerie. Le reste des commerces essentiels se trouvent dans les bourgs alentour comme Amagne ou Attigny. Dans la commune se trouve également le Moulin à couleurs d'Écordal.

### Hydrographie
La commune est dans la région hydrographique « la Seine du confluent de l'Oise (inclus) à l'embouchure » au sein du bassin Seine-Normandie. Elle est drainée par la Foivre, le ruisseau de Nabion et le Fossé 01 de la commune d'Ecordal,.
La Foivre, d'une longueur de 22 km, prend sa source dans la commune de Neuvizy, à 204 m d'altitude, et se jette  dans l'Aisne à Givry, à 81 m d'altitude, après avoir traversé dix communes. 

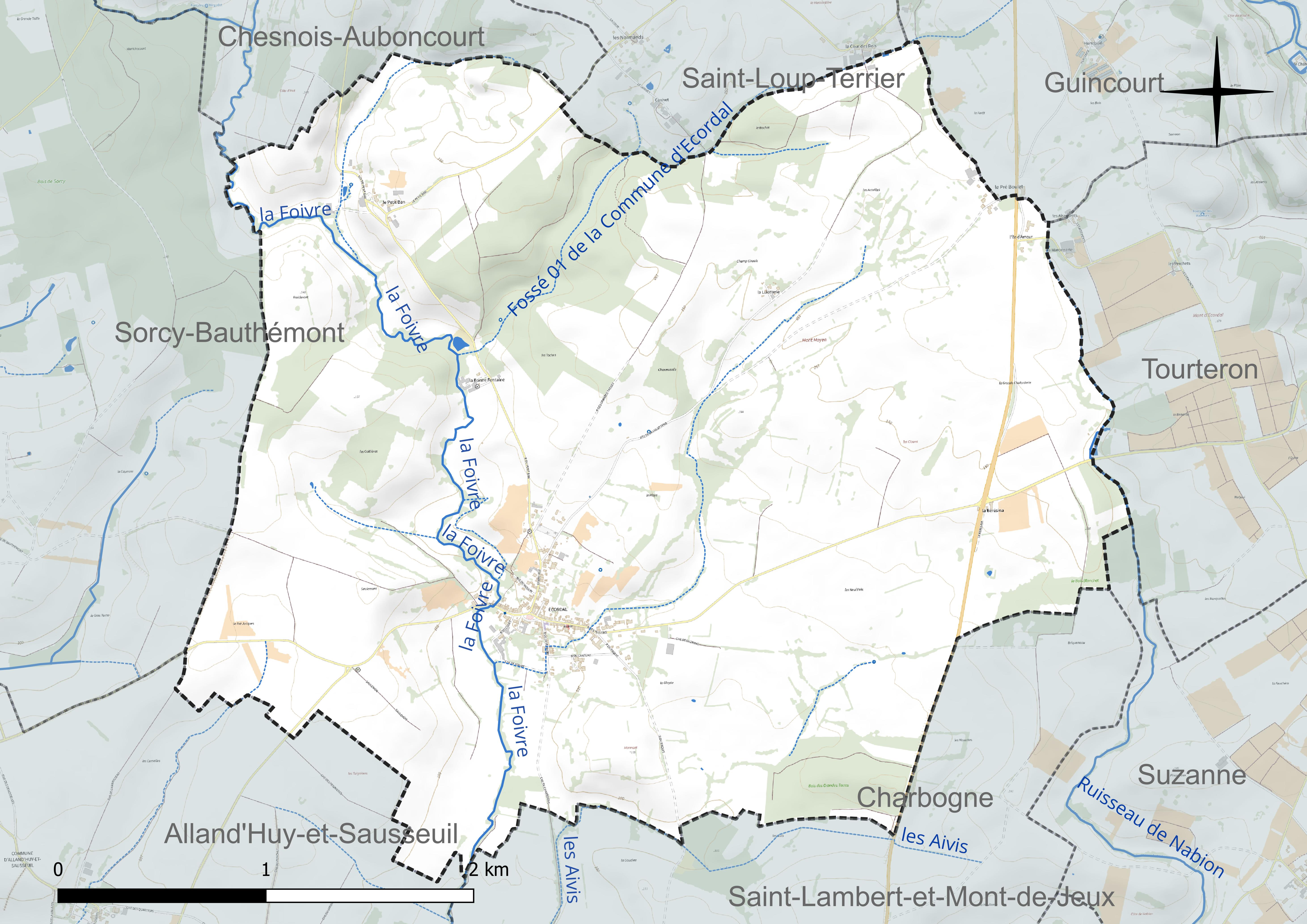
Réseau hydrographique d'Écordal.

### Climat
Pour des articles plus généraux, voir Climat du Grand Est et Climat des Ardennes.
En 2010, le climat de la commune est de type climat océanique dégradé des plaines du Centre et du Nord, selon une étude du Centre national de la recherche scientifique s'appuyant sur une série de données couvrant la période 1971-2000. En 2020, Météo-France publie une typologie des climats de la France métropolitaine dans laquelle la commune est exposée à un climat océanique altéré et est dans la région climatique  Nord-est du bassin Parisien, caractérisée par un ensoleillement médiocre, une pluviométrie moyenne régulièrement répartie au cours de l’année et un hiver froid (3 °C). 
Pour la période 1971-2000, la température annuelle moyenne est de 10 °C, avec une amplitude thermique annuelle de 15,6 °C. Le cumul annuel moyen de précipitations est de 840 mm, avec 12,2 jours de précipitations en janvier et 9 jours en juillet. Pour la période 1991-2020, la température moyenne annuelle observée sur la station météorologique de Météo-France la plus proche, « Saulces-Champenoises », sur la commune de Saulces-Champenoises à 10 km à vol d'oiseau, est de 11,0 °C et le cumul annuel moyen de précipitations est de 691,6 mm. 
La température maximale relevée sur cette station est de 41,1 °C, atteinte le 25 juillet 2019 ; la température minimale est de −13,9 °C, atteinte le 7 février 2012,,. 
Les paramètres climatiques de la commune ont été estimés pour le milieu du siècle (2041-2070) selon différents scénarios d'émission de gaz à effet de serre à partir des nouvelles projections climatiques de référence DRIAS-2020. Ils sont consultables sur un site dédié publié par Météo-France en novembre 2022.

## Urbanisme

### Typologie
Au 1er janvier 2024, Écordal est catégorisée commune rurale à habitat dispersé, selon la nouvelle grille communale de densité à 7 niveaux définie par l'Insee en 2022.
Elle est située hors unité urbaine. Par ailleurs la commune fait partie de l'aire d'attraction de Charleville-Mézières, dont elle est une commune de la couronne,. Cette aire, qui regroupe 132 communes, est catégorisée dans les aires de 50 000 à moins de 200 000 habitants,.

### Occupation des sols
L'occupation des sols de la commune, telle qu'elle ressort de la base de données européenne d’occupation biophysique des sols Corine Land Cover (CLC), est marquée par l'importance des territoires agricoles (85,7 % en 2018), en diminution par rapport à 1990 (86,8 %). La répartition détaillée en 2018 est la suivante :
prairies (50 %), terres arables (26,3 %), forêts (11,9 %), zones agricoles hétérogènes (9,4 %), zones urbanisées (2,5 %). L'évolution de l’occupation des sols de la commune et de ses infrastructures peut être observée sur les différentes représentations cartographiques du territoire : la carte de Cassini (XVIIIe siècle), la carte d'état-major (1820-1866) et les cartes ou photos aériennes de l'IGN pour la période actuelle (1950 à aujourd'hui).

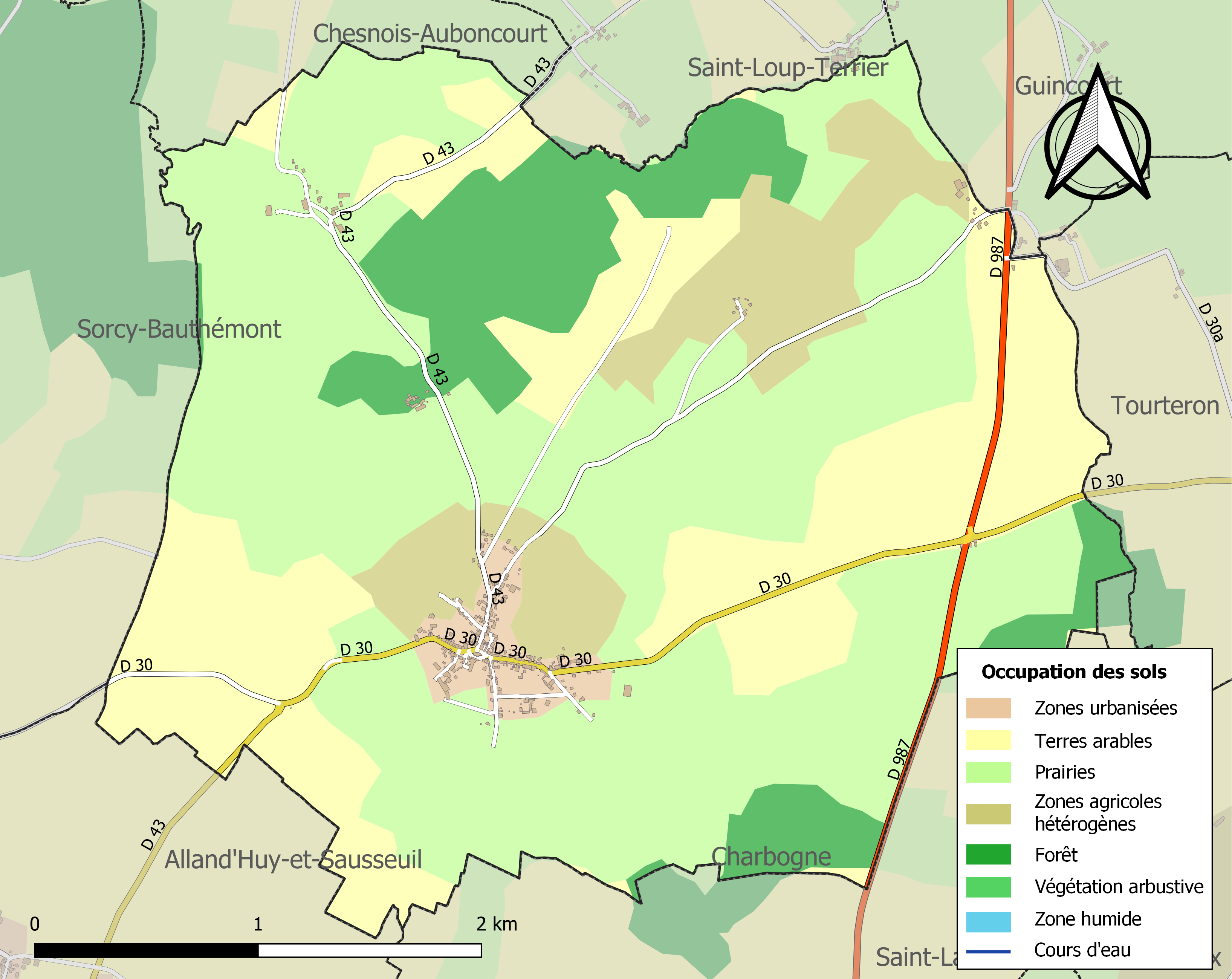
Carte des infrastructures et de l'occupation des sols de la commune en 2018 (CLC).

## Toponymie
La mention d'Escordal est rencontrée à partir de 1168. Quelques variantes existent également comme Escurdail en 1200, Escourdal en 1253, Escordail en 1316, Escorda en 1324, Escorday en 1324 également, et même Ancordal en 1331.

## Histoire
Le bourg est cité à partir du XIIe siècle. Au XIIIe siècle, Gaucher de Rethel décrète la manumission de la ville. Le territoire est partagé entre différents seigneurs, qui se disent seigneurs d'Écordal. À la fin du XVe siècle, il est encore partagé entre deux familles, les Ivory et les Du Bois. Puis les Du Bois, ou Dubois, en acquièrent progressivement la quasi-totalité. Ils se font appeler « barons Dubois d'Écordal ». Au XVIIIe siècle, le 4 janvier 1743, Anne Henriette Dubois, née en 1723 et héritière de la seigneurie, se marie avec son cousin Charles Nicolas de Coucy. Ce couple réunit ainsi entre ses mains la seigneurie et une demeure seigneuriale, un château édifié au sud de l'église. Selon les historiens, il y aurait eu un (Octave Guelliot) ou plusieurs (Désiré Boizet) châteaux sur ce territoire, mais celui-ci est le seul dont il subsiste quelques bâtiments. Le couple Coucy-Dubois a une quinzaine d'enfants, dont Jean Charles de Coucy, qui deviendra grand vicaire de l'archevêque de Reims au moment de la Révolution française, puis  archevêque de Reims lors de la Seconde Restauration, en 1817. De façon générale, la plus grande partie de cette famille et des familles apparentés restent fidèles à la monarchie et émigrent à la suite de la Révolution.

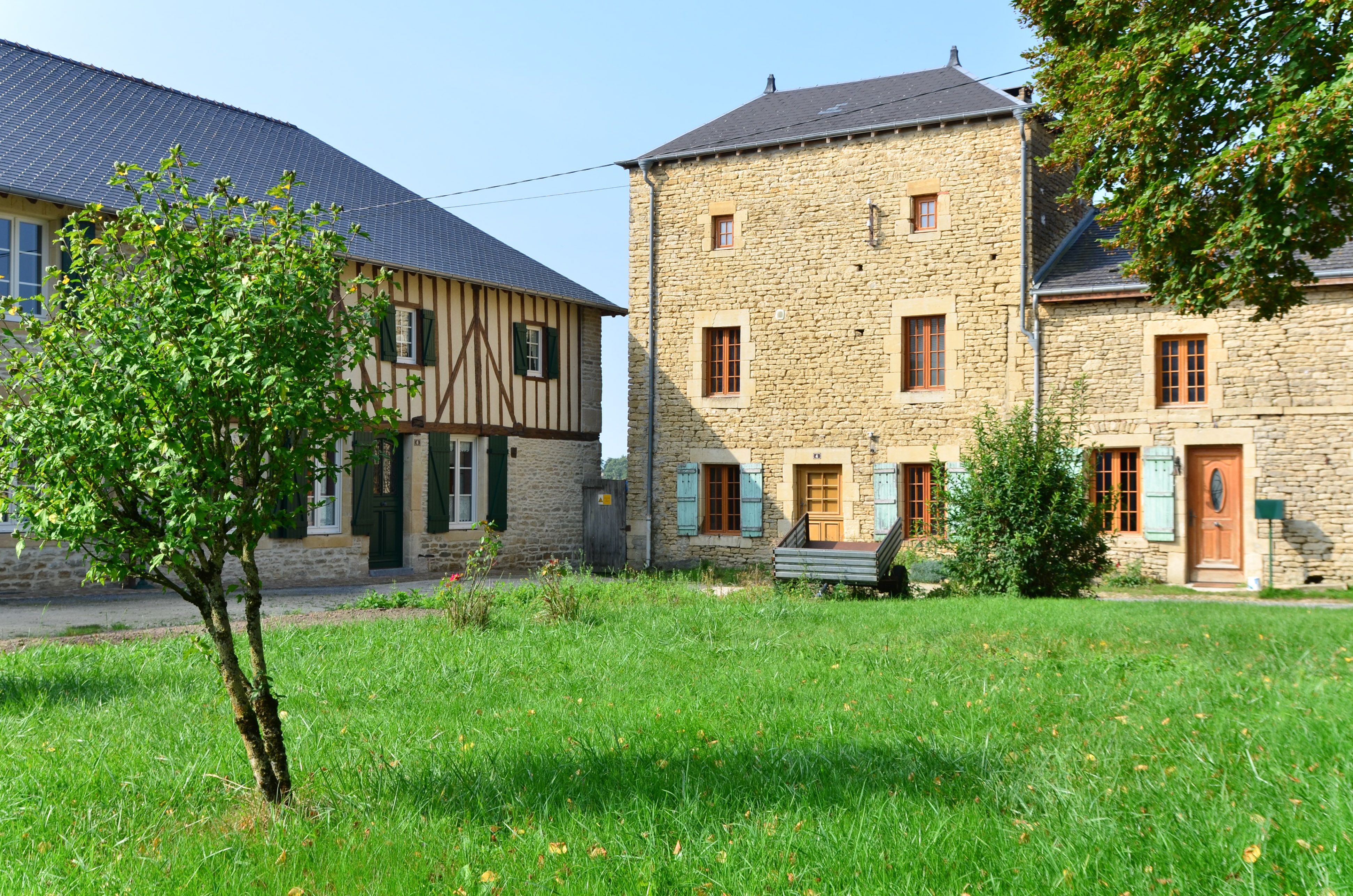
Restes de l'ancien château d'Écordal.

Un cahier de doléances est établi en 1789 par 13 villageois qui le signent. Les jeunes hommes célibataires du village sont réquisitionnés les années suivantes pour renforcer les armées de la République, notamment en 1793. Les biens des émigrés, dont le château, sont vendus le 11 floréal de l'an II, soit le 30 avril 1794. Des troupes russes occupent le village de 1815 à 1818, après la fin des Cent-Jours, marquant l'échec du retour en France de l'empereur Napoléon Ier. De retour de l'émigration, les barons Dubois d'Écordal ne se réinstallent pas dans ce territoire, mais acquiert notamment une propriété à Frénois, Sedan.
À chaque conflit entre la France et l'Allemagne, à la fin du XIXe siècle et première partie du XXe siècle, le village est un lieu de passage des troupes belligérantes. Ainsi le 30 août 1870, lors de la guerre franco-allemande, les villageois voient passer les troupes françaises qui se rendent à Le Chesne puis à Sedan. L'empereur Napoléon III est présent avec son fils et le maréchal Mac Mahon. Le 4 septembre de la même année, ce sont une partie des troupes prussiennes qui passent en ce lieu, dans le sens inverse, se dirigeant vers Paris. Lors de la Première Guerre mondiale, le 29 et 30 août 1914, des combats ont lieu entre Écordal et Saint-Loup-Terrier, en particulier au lieu-dit la Lulotterie. Ce sont des combats d'arrière-garde pour les troupes françaises qui se replient sur ordre du général Joffre, à la suite de la bataille des Frontières. Ces combats font quelques centaines de morts, les troupes françaises sont ponctuellement victorieuses, mais pour autant continuent à battre retraite,. Il s'agit, selon les directives du généralissime, de faire suffisamment masse avant de reprendre globalement l'offensive, une offensive lancée effectivement plus au sud, le 6 septembre, sur la Marne. Ėcordal reste ainsi occupée une bonne partie de cette guerre, à proximité du front lorsque celui-ci se stabilise. Lors de la Seconde Guerre mondiale, la WOL ou Wirtschaftoberleitung, organisme allemand chargé d'exploiter les terres sur certains territoires occupés, installe un bureau dans ce village.

## Politique et administration

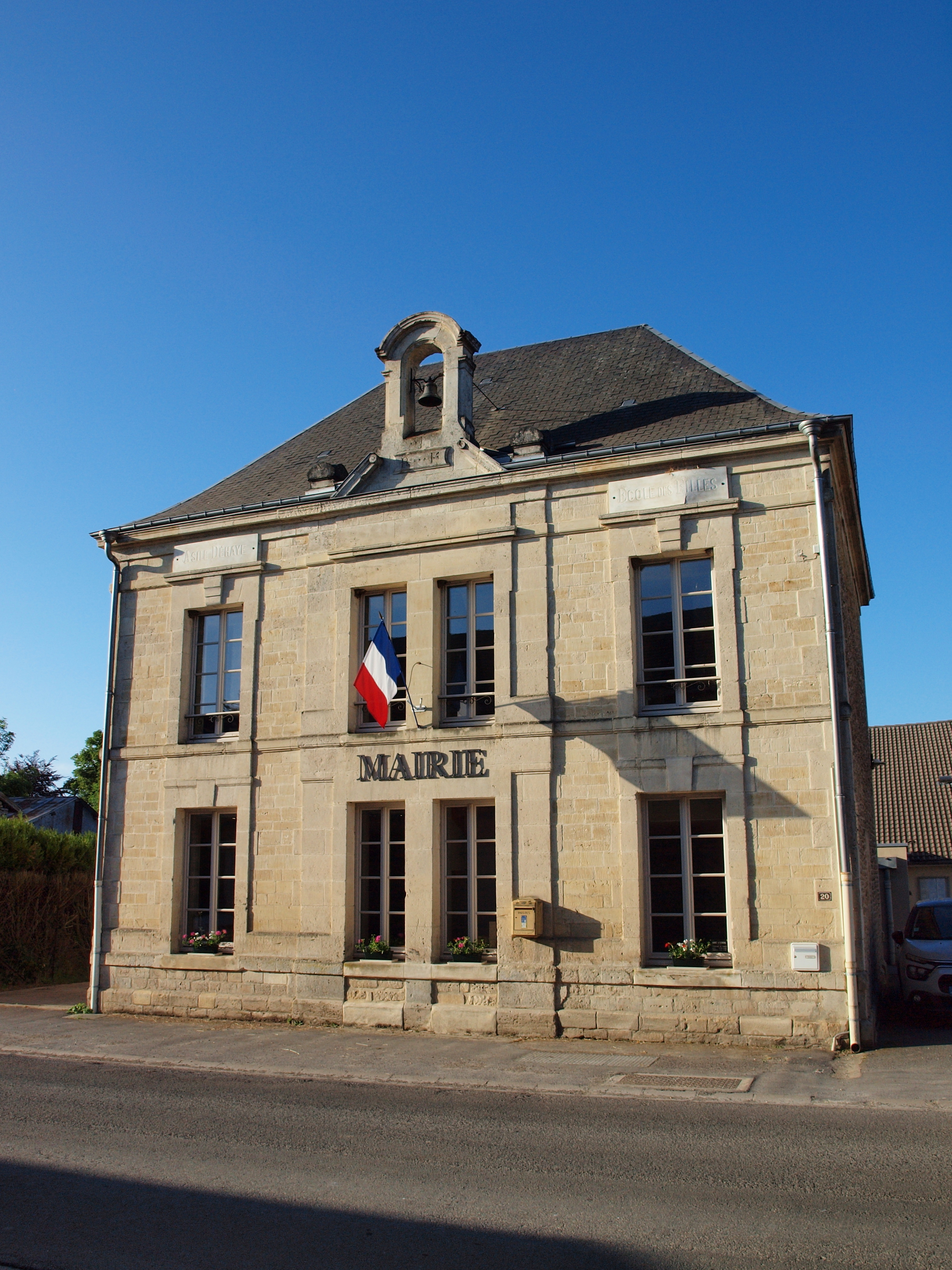
Mairie d'Écordal, anciennement l'école des filles.

### Élections locales
À la suite des élections municipales de 2008, 2014 et 2020, Eric Zuccari et Marcel Letissier ont alterné sur le mandat de maire, avec une relation tendue entre les deux hommes, et des polémiques sur le remembrement qui ont pesé sur les élections de 2020 (Eric Zuccari élu au premier tour. Marcel Letissier ne s'est pas représenté),.

### Liste des maires
| Période                                  | Période                   | Identité          | Étiquette | Qualité                    |
| ---------------------------------------- | ------------------------- | ----------------- | --------- | -------------------------- |
| Inconnue                                 |                           | André Bégé        |           |                            |
| avant 1875                               | après 1876                | Laurent           |           |                            |
| 1879                                     |                           | Vaucher           |           |                            |
| avant 1995                               | ?                         | Éric Zuccari      |           |                            |
| mars 2001                                | mars 2008                 | Aster De Kocker   |           |                            |
| mars 2008                                | mars 2014                 | Eric Zuccari,     |           | Retraité de l'enseignement |
| mars 2014                                | mars 2010                 | Marcel Letissier, |           | Retraité de l'enseignement |
| mars 2014                                | En cours (au 28 mai 2020) | Eric Zuccari,     |           | Retraité de l'enseignement |
| Les données manquantes sont à compléter. |                           |                   |           |                            |

### Élections nationales
Lors de la présidentielle de 2017 à Écordal, au second tour ; Emmanuel Macron est arrivé en tête du scrutin à Écordal, avec 56,4 % des suffrages exprimés, contre. Marine Le Pen, qui a compté 43,6 % des voix. Le nombre de bulletins blancs ou nuls était proportionnellement plus faible qu'au niveau national. La participation était de 84,26 %, meilleure qu'au niveau national. Au premier tour, Marine Le Pen était en tête du scrutin, avec 27,69 % des suffrages exprimés. Emmanuel Macron se plaçait en deuxième position avec 23,08 % des voix. François Fillon et Jean-Luc Mélenchon suivaient avec 20,51 % et 16,41 % des suffrages exprimés. Benoît Hamon venait ensuite avec 6,15 %, puis Nicolas Dupont-Aignan à 3,08 %, Jean Lassalle à 1,03 %, Philippe Poutou à 1,03 %, et les autres candidats à moins de 1 %. Lors du premier tour de l'élection présidentielle précédente, en 2012, Nicolas Sarkozy avait réuni sur son nom 32,32 % des voix exprimées contre François Hollande 8,28 %. Les deux candidats arrivés derrière étaient Marine Le Pen à 20,2 % et Jean-Luc Mélenchon à 6,06 %.

## Population et société

### Démographie
L'évolution du nombre d'habitants est connue à travers les recensements de la population effectués dans la commune depuis 1793. Pour les communes de moins de 10 000 habitants, une enquête de recensement portant sur toute la population est réalisée tous les cinq ans, les populations de référence des années intermédiaires étant quant à elles estimées par interpolation ou extrapolation. Pour la commune, le premier recensement exhaustif entrant dans le cadre du nouveau dispositif a été réalisé en 2005.

En 2022, la commune comptait 290 habitants, en évolution de −10,77 % par rapport à 2016 (Ardennes : −2,97 %, France hors Mayotte : +2,11 %).
| 1793 | 1800 | 1806 | 1821 | 1831 | 1836 | 1841 | 1846 | 1851 |
| ---- | ---- | ---- | ---- | ---- | ---- | ---- | ---- | ---- |
| 781  | 870  | 902  | 892  | 930  | 925  | 914  | 946  | 949  |

| 1866 | 1872 | 1876 | 1881 | 1886 | 1891 | 1896 | 1901 | 1906 |
| ---- | ---- | ---- | ---- | ---- | ---- | ---- | ---- | ---- |
| 854  | 819  | 814  | 799  | 791  | 747  | 695  | 618  | 605  |

| 1911 | 1921 | 1926 | 1931 | 1936 | 1946 | 1954 | 1962 | 1968 |
| ---- | ---- | ---- | ---- | ---- | ---- | ---- | ---- | ---- |
| 575  | 461  | 475  | 441  | 414  | 336  | 348  | 359  | 325  |

| 1975 | 1982 | 1990 | 1999 | 2005 | 2006 | 2010 | 2015 | 2020 |
| ---- | ---- | ---- | ---- | ---- | ---- | ---- | ---- | ---- |
| 291  | 225  | 214  | 267  | 302  | 299  | 293  | 324  | 297  |

| 2022 | - | - | - | - | - | - | - | - |
| ---- | - | - | - | - | - | - | - | - |
| 290  | - | - | - | - | - | - | - | - |

Parmi les communes des Ardennes, Écordal attire donc légèrement plus d'habitants, dans les deux premières décennies du XXIe siècle, que la plupart des communes en Ardennes, dont la population baisse souvent.

### Enseignement
La commune d'Écordal est située dans l'Académie de Reims. Elle dépend de la zone B. La commune comporte une école primaire, 2 rue des Telliers.
Des écoles maternelles existent dans les communes voisines : à Attigny, Amagne, Tourteron, Coucy, Saulces-Monclin.
Les collèges les plus proches sont à Attigny, Rethel, Vouziers ou encore Sault-lès-Rethel. Pour les lycées, ils sont à Rethel, Vouziers, ou même Charleville-Mézières, auxquels il faut ajouter le lycée agricole de Rethel et un lycée professionnel privé à Vouziers.

## Économie

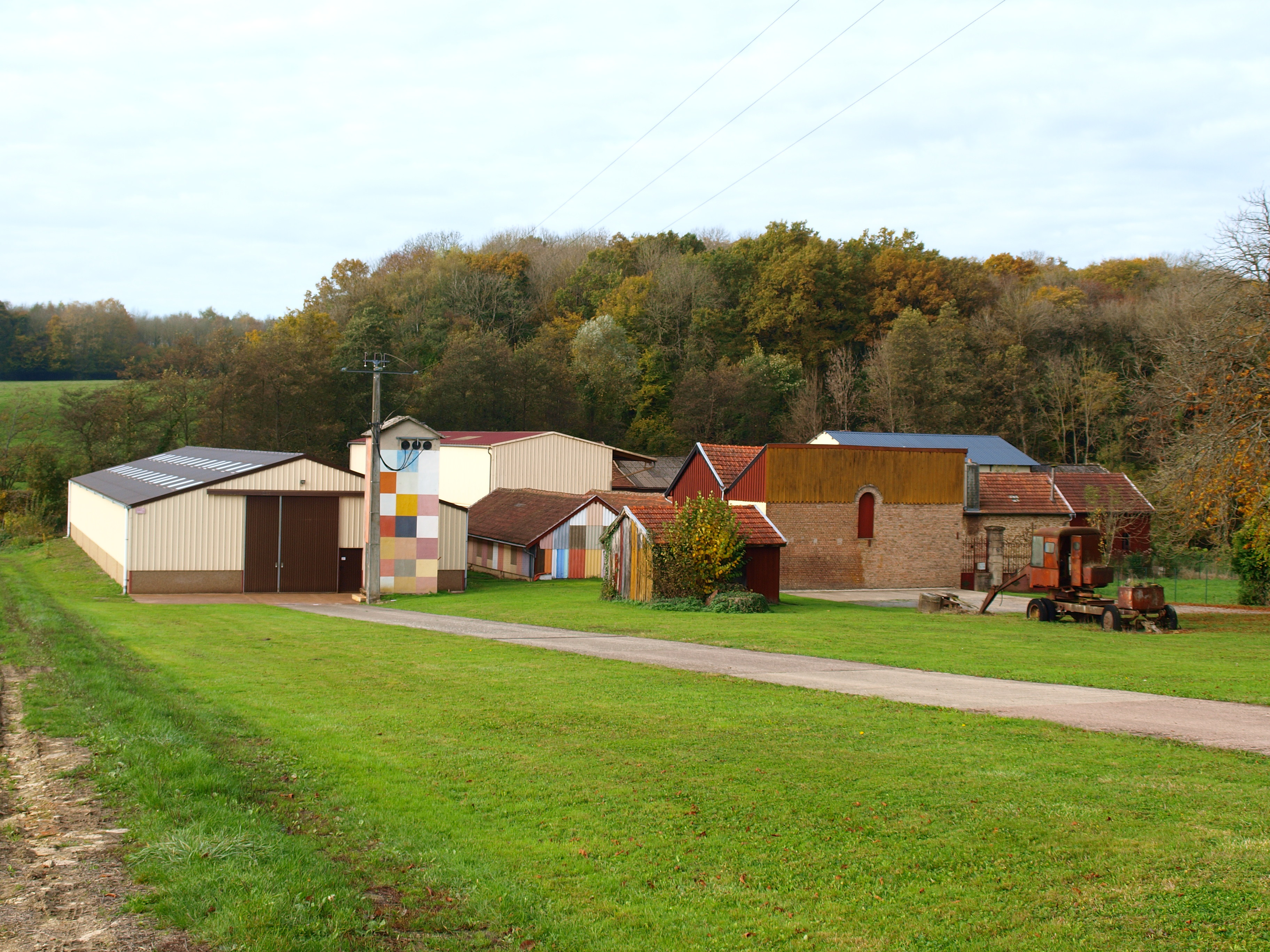
Le Moulin à couleurs d'Écordal.

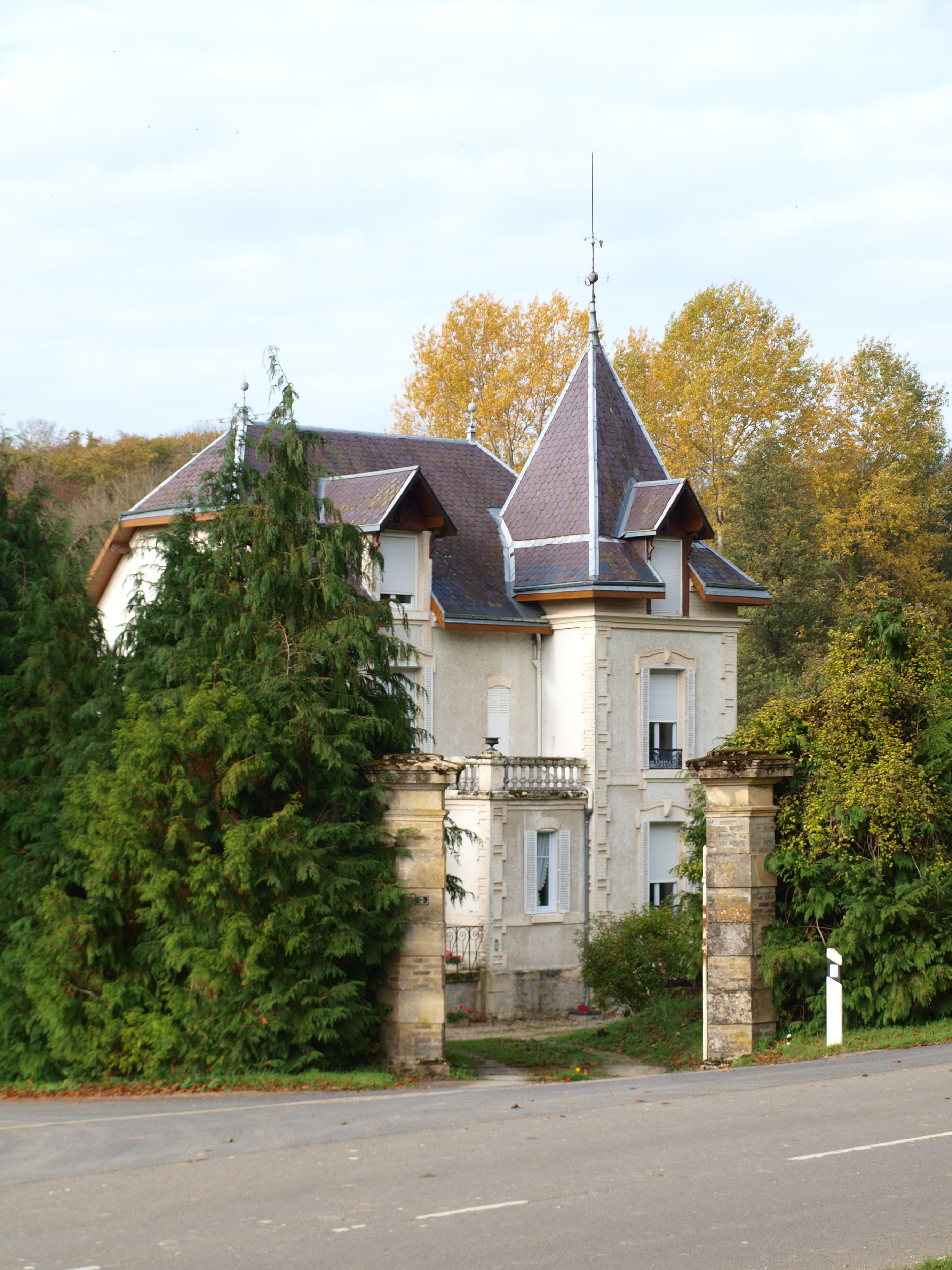
Maison patronale à côté du site industriel.

- Désiré Boizet et Jean-Baptiste Courtois ont créé en 1866 un établissement de production Vernis Boizet. Ils y produisent aussi des pigments naturels. Il est alimenté initialement en énergie par une roue à aubes, remplacée depuis par un moteur Diesel. Après le départ de Jean Boizet en 1992, l'entreprise se spécialise dans les pigments naturels, et est rachetée par la société Le Moulin à couleurs. Elle fabrique une gamme de plus d'une quarantaine de teintes colorées[30].
- D'après des statistiques citées par le journal Le Parisien en 2020, 28,6 % de la population active du village sont des salariés, contre 29,8% dans les Ardennes. La commune accueille aussi une population de profession intermédiaire (23 %) et ouvrière (23 %). En comparaison, les personnes sans activité représentent 6 % et les retraités 17 % de la population[18]. Le revenu fiscal net par foyer dans la commune était de 18 871 € en 2010 pour une moyenne nationale de 23 782 €[31].

## Culture locale et patrimoine

### Lieux et monuments
- Église Saint-Rémi d'Écordal : la nef et les deux collatéraux sont de 1776-1777. Les chœurs et transepts sont du XVe siècle, avec peut-être quelques éléments du XIIIe siècle. Dans le transept nord se trouve une dalle funéraire d'un Jacques d'Ivory, lieutenant du gouverneur de Vitry-le-François, mort le 23 mars 1612. Elle est abîmée et a servi de palier dans l'escalier du clocher. Devant l'église se trouve la sépulture d'un ancien juge au tribunal de Vouziers, Jean-Baptiste Copin[2],[17].
- Moulin à couleurs d'Écordal
- Ancien château d'Écordal
- Divers édifices remarquables du patrimoine local

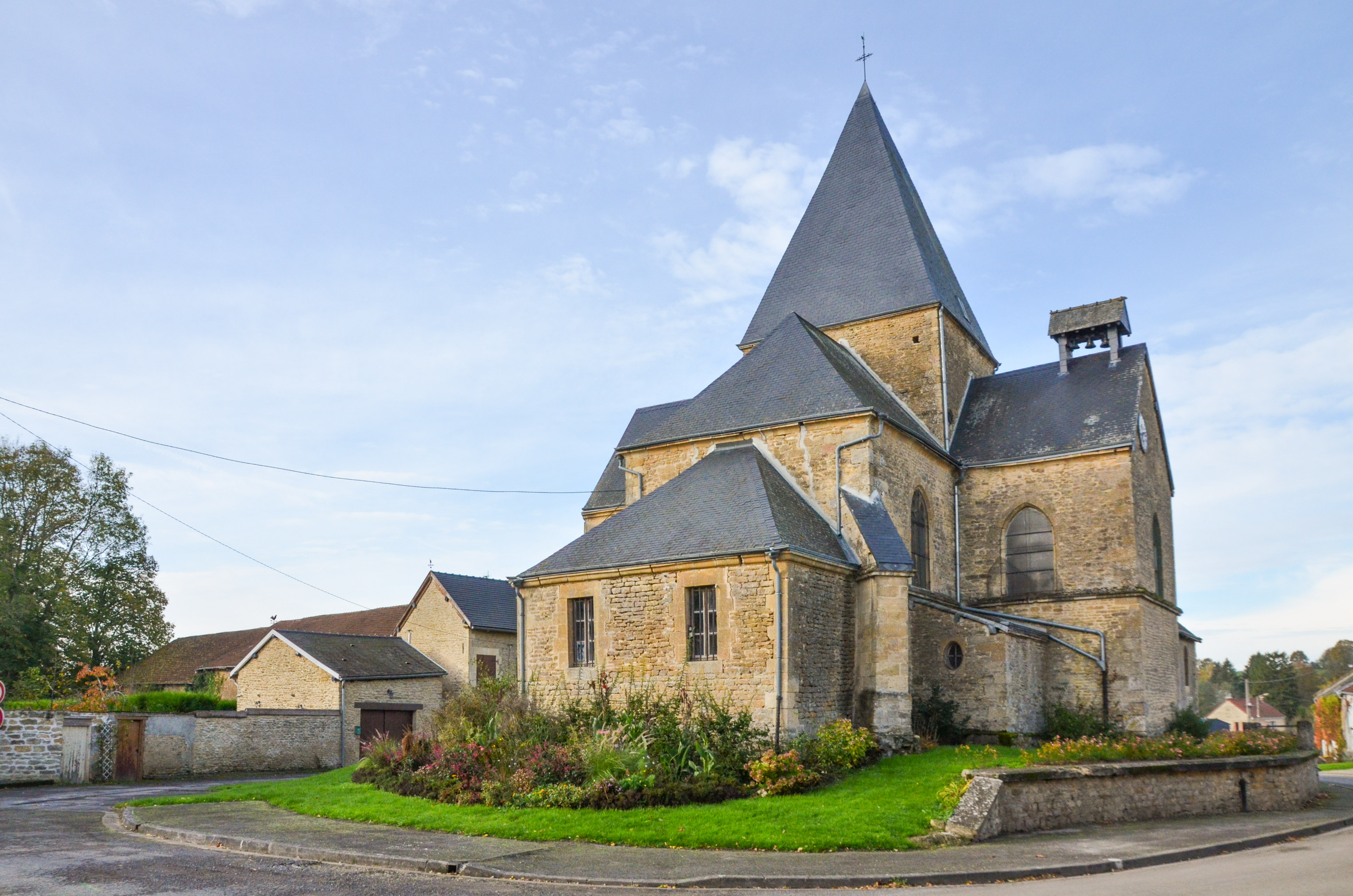
L'église Saint-Rémi.
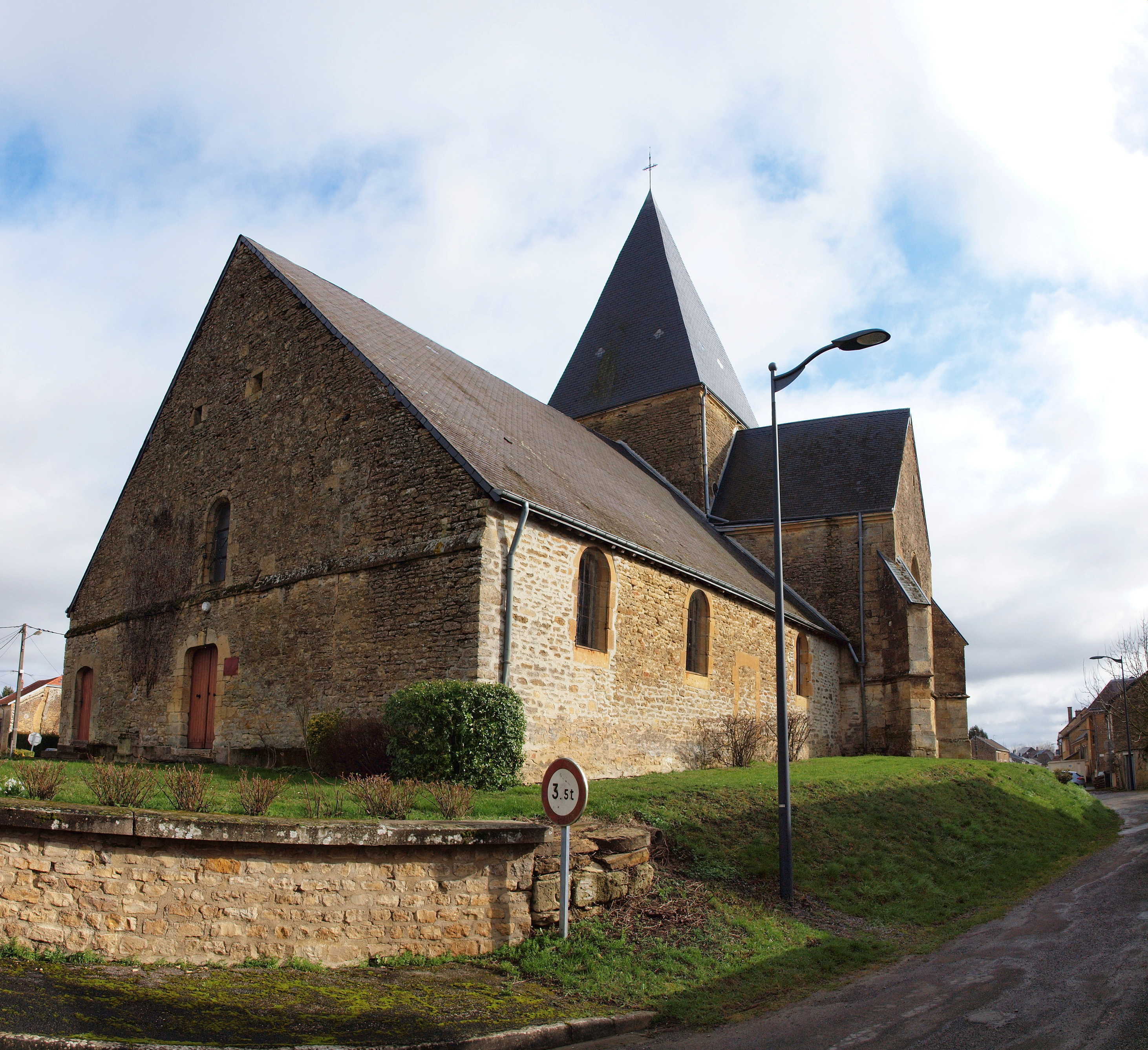
Façade Ouest de l'église.
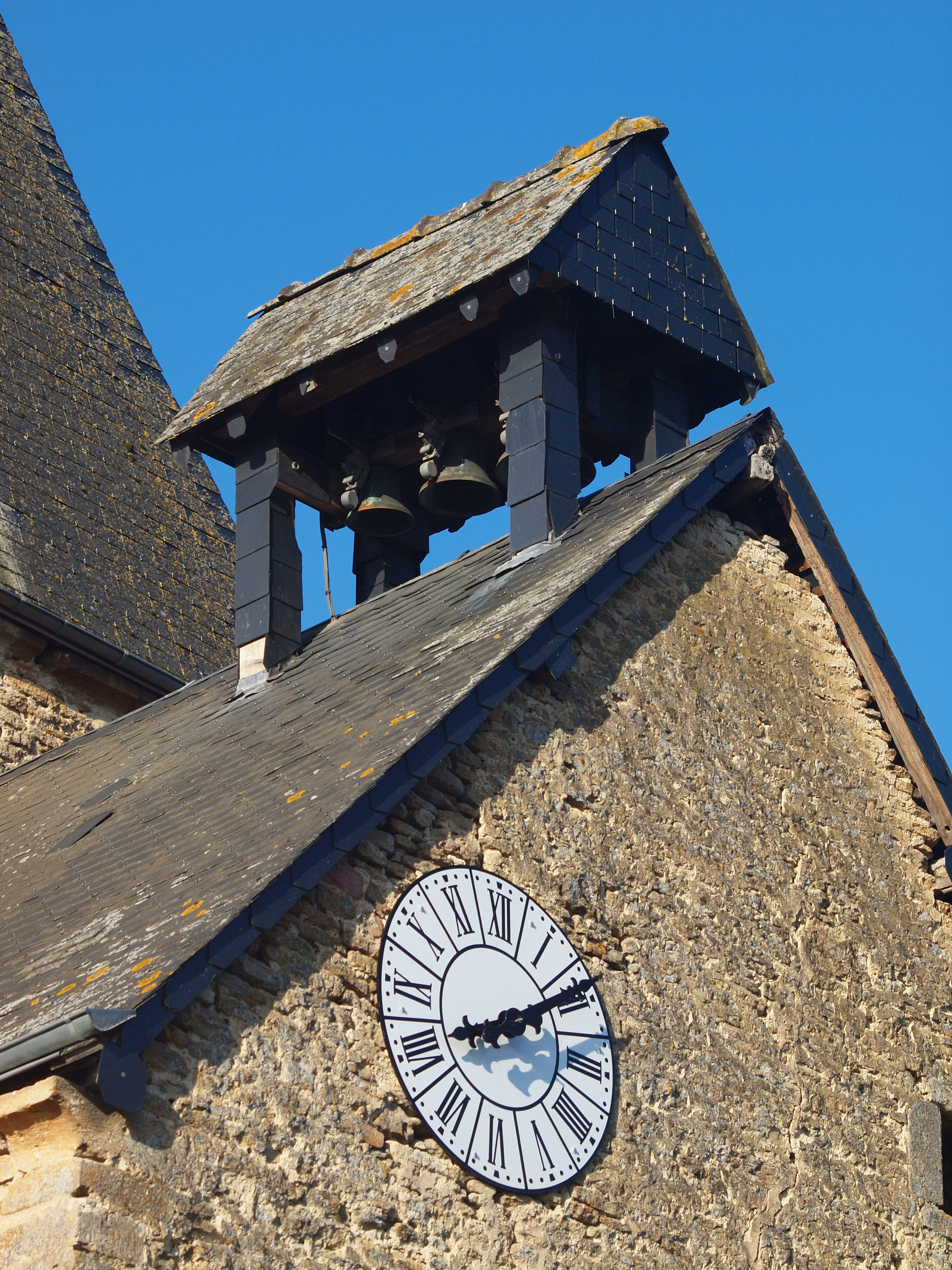
Détail de l'église.
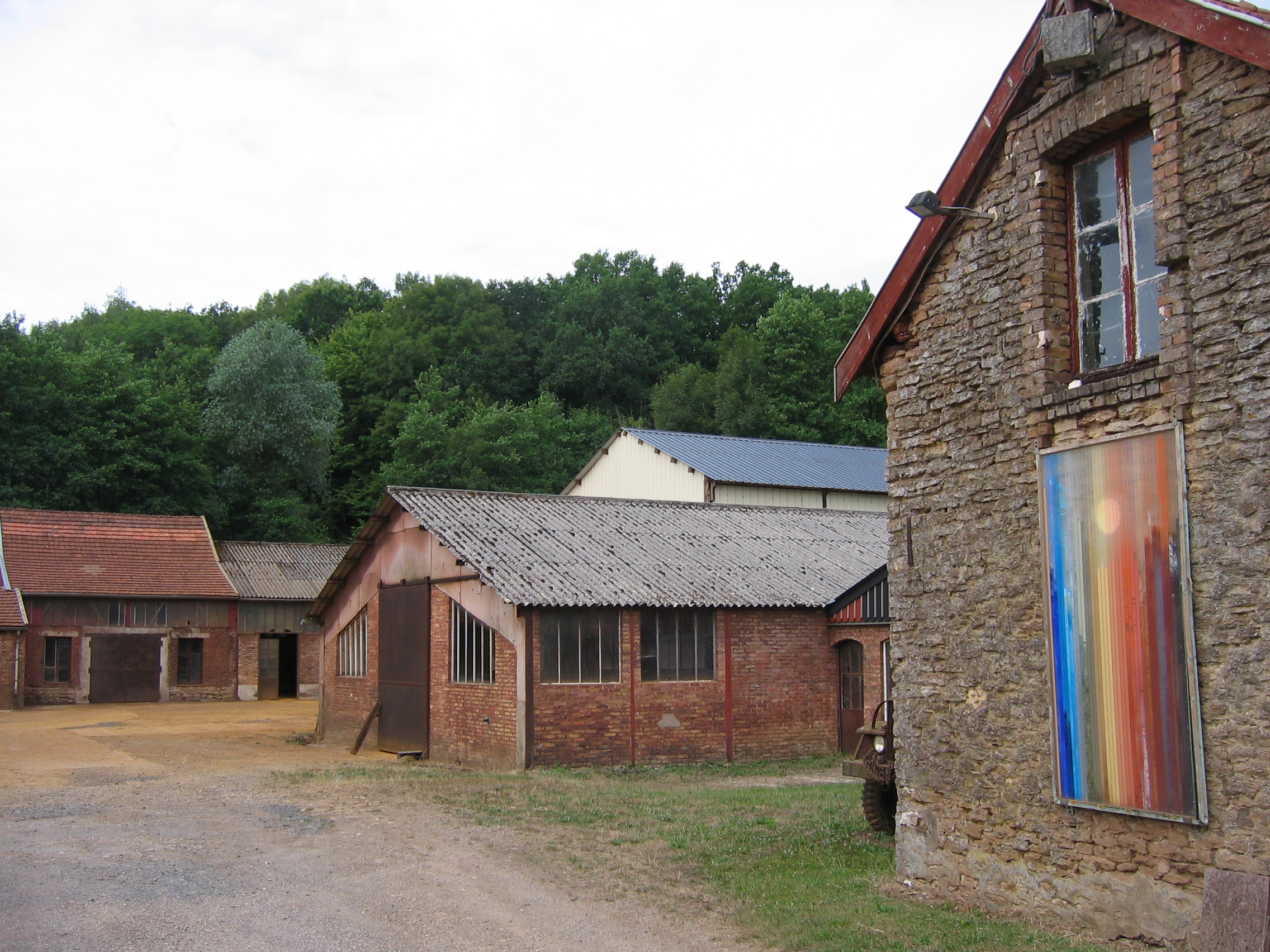
Cour intérieure du Moulin à couleurs.
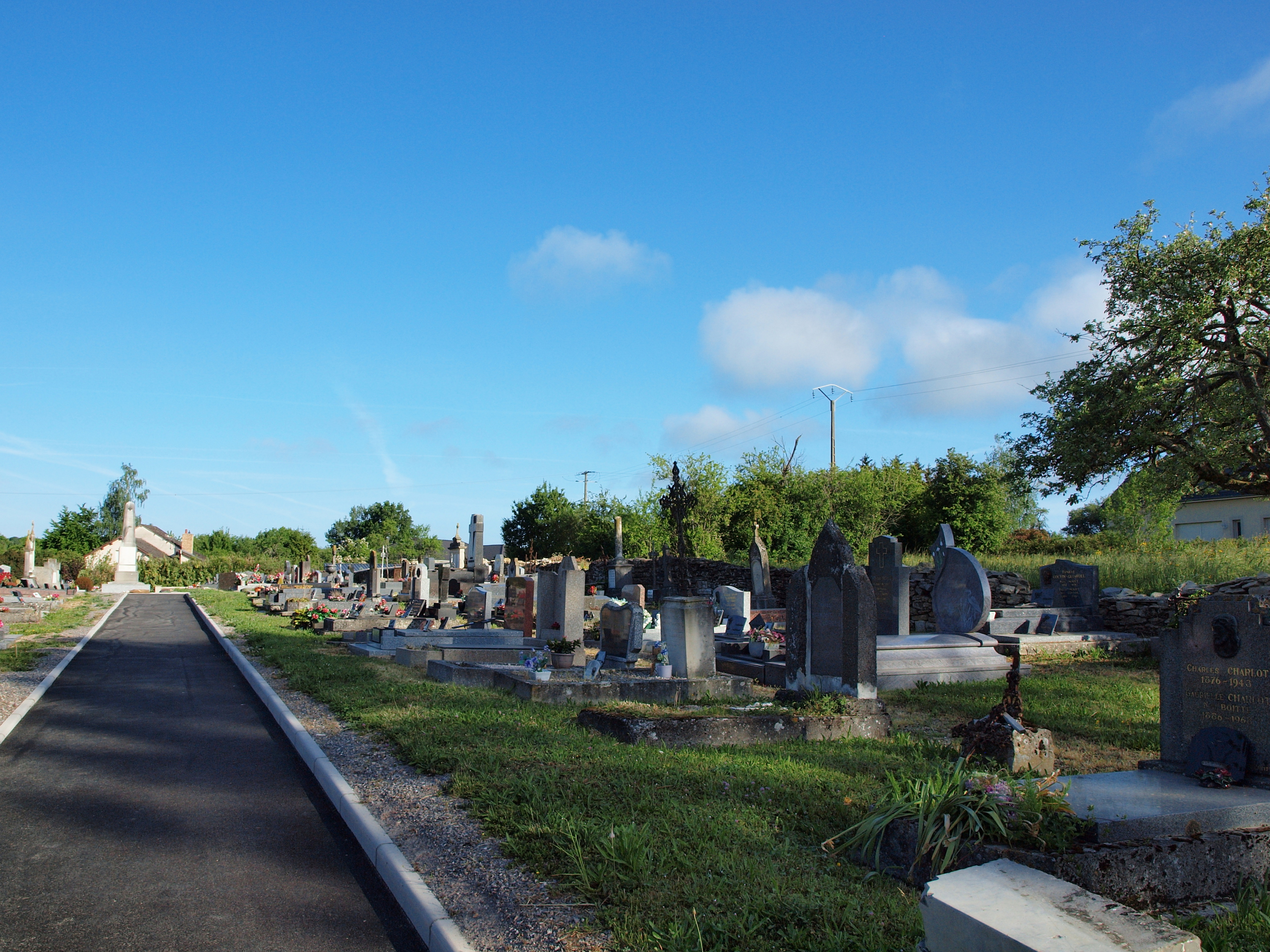
Le cimetière.
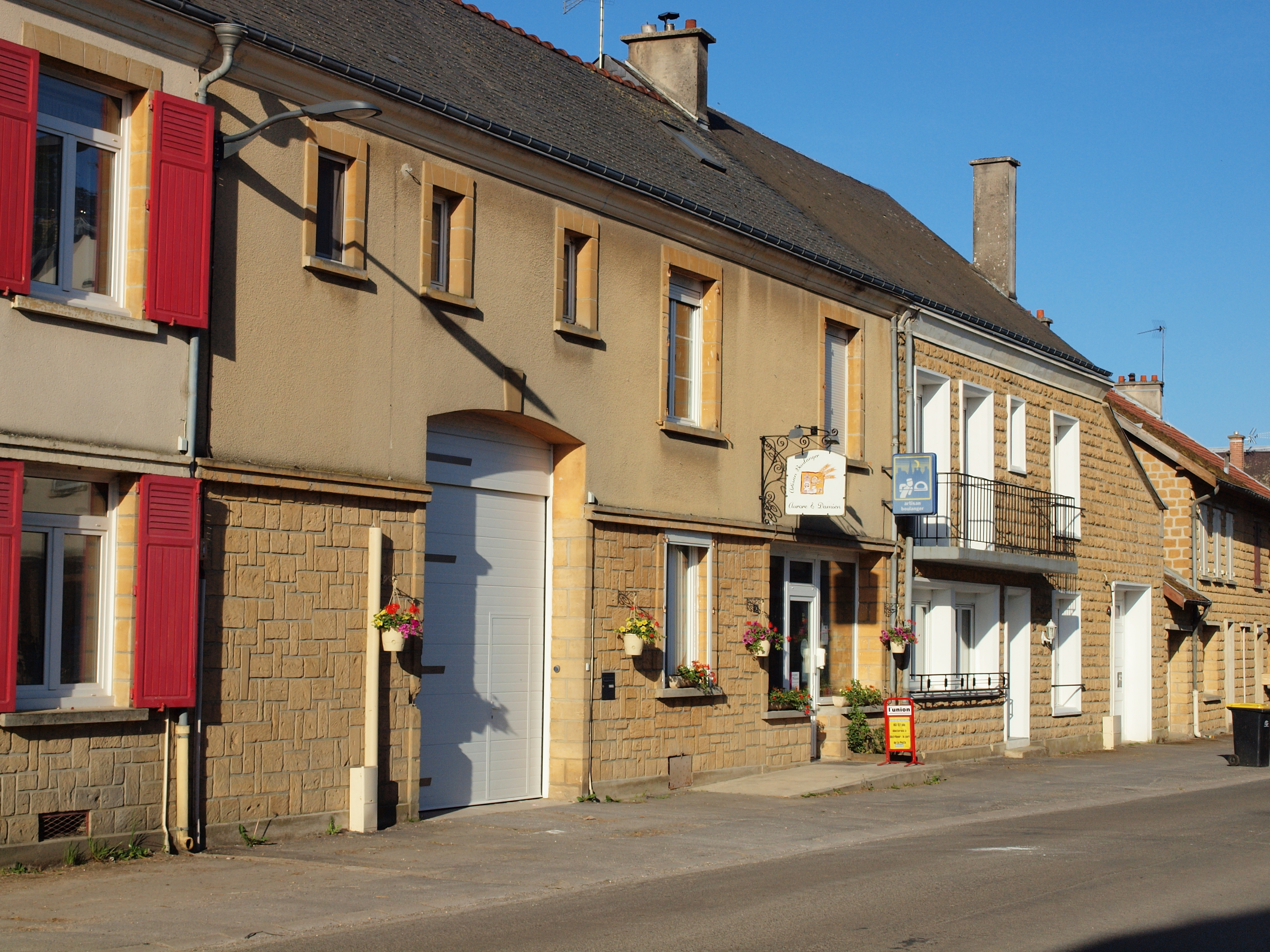
Boulangerie au 14 rue des Telliers.
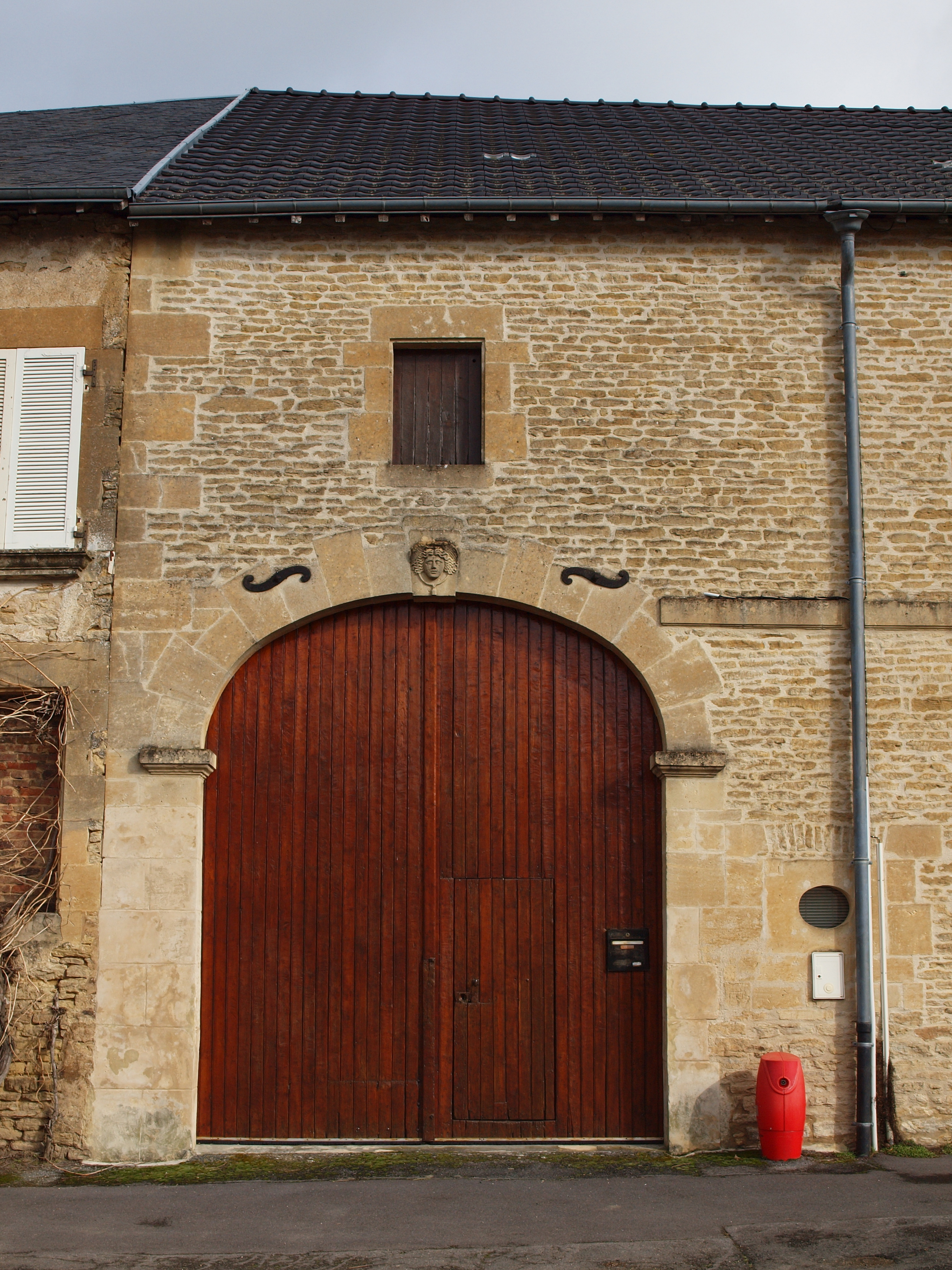
Porte remarquable au 5 rue des Telliers.
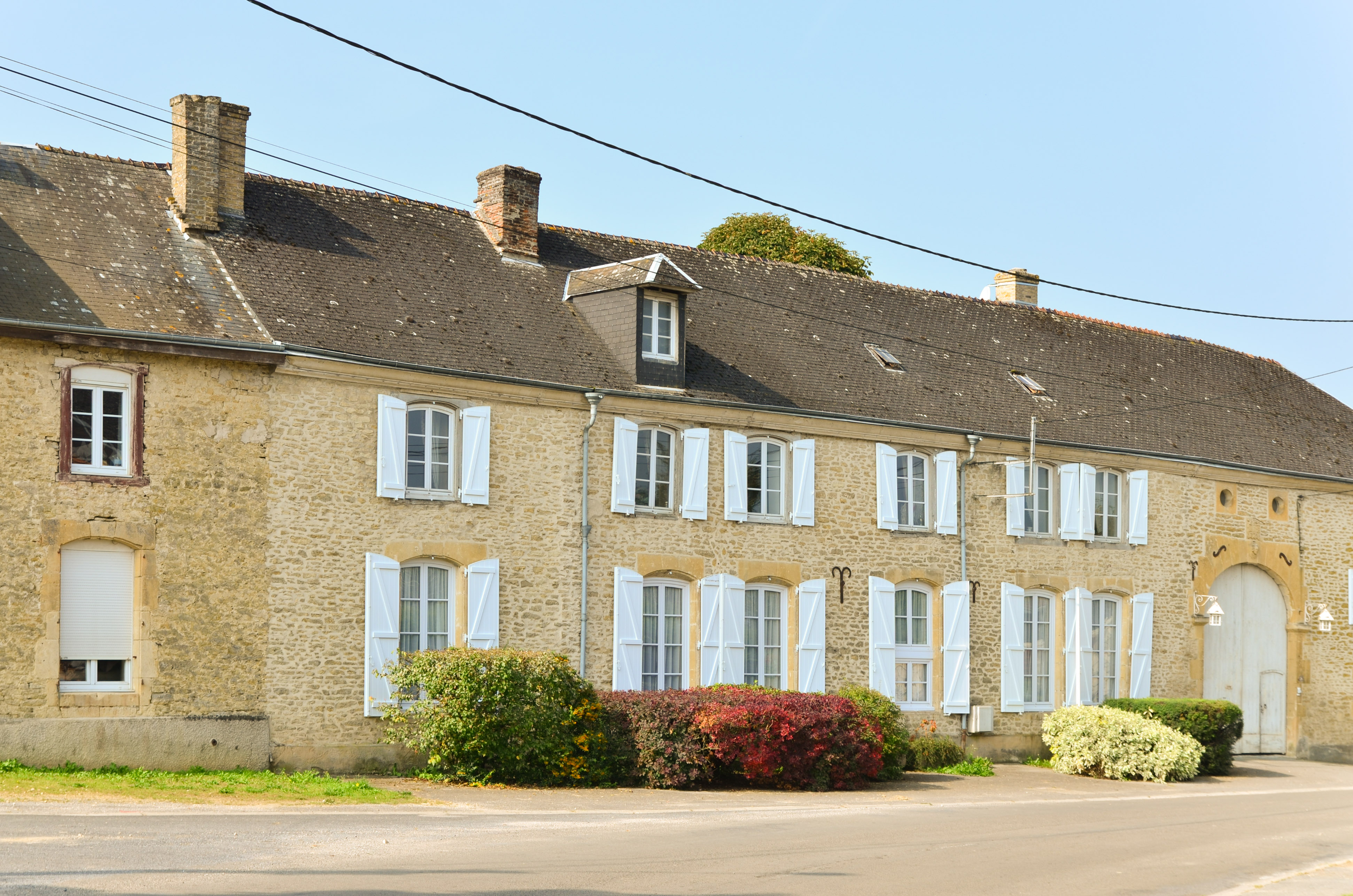
Corps de ferme au 28 rue des Telliers.
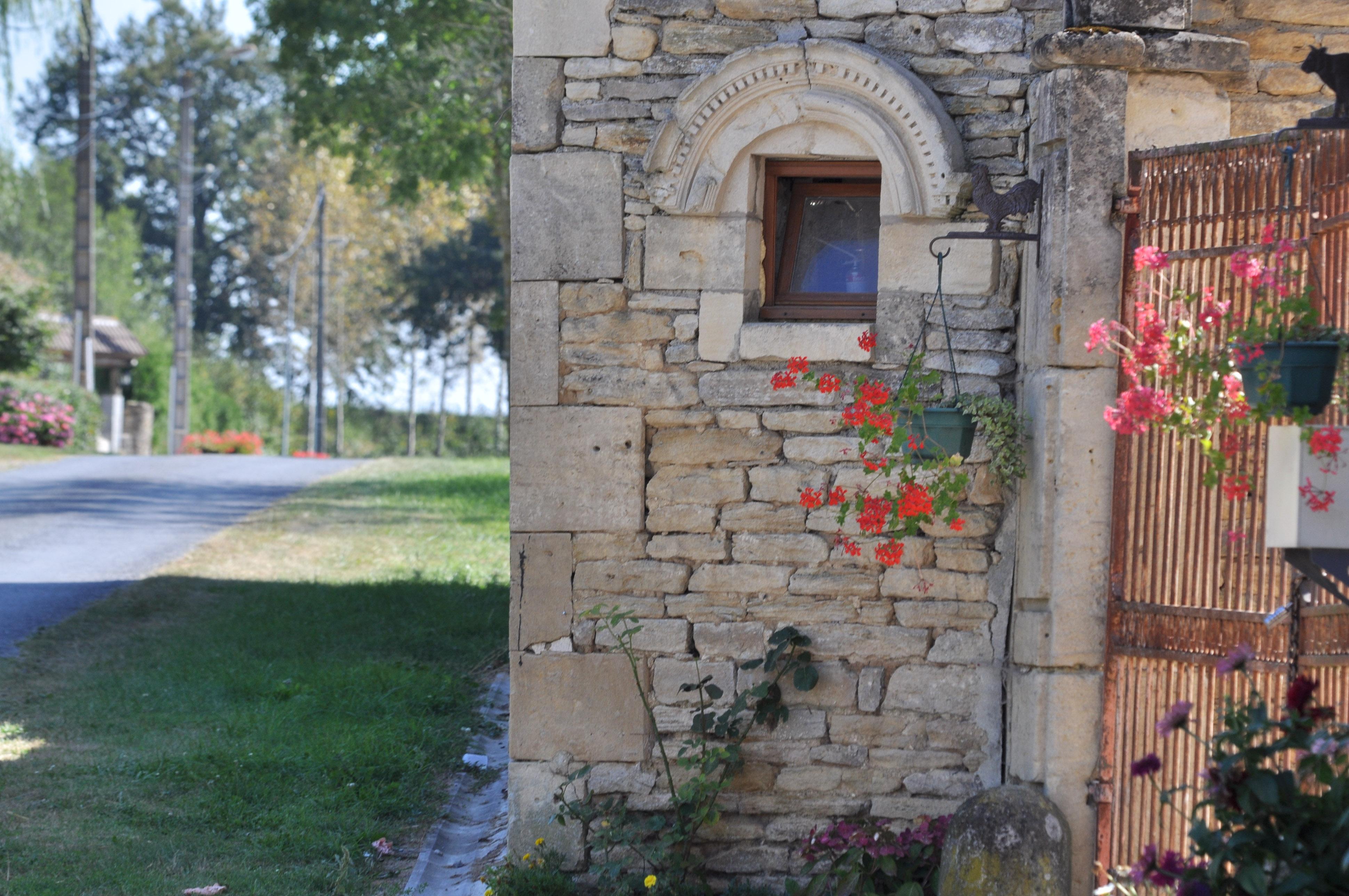
Détail d'une grange au 30 rue des Telliers.
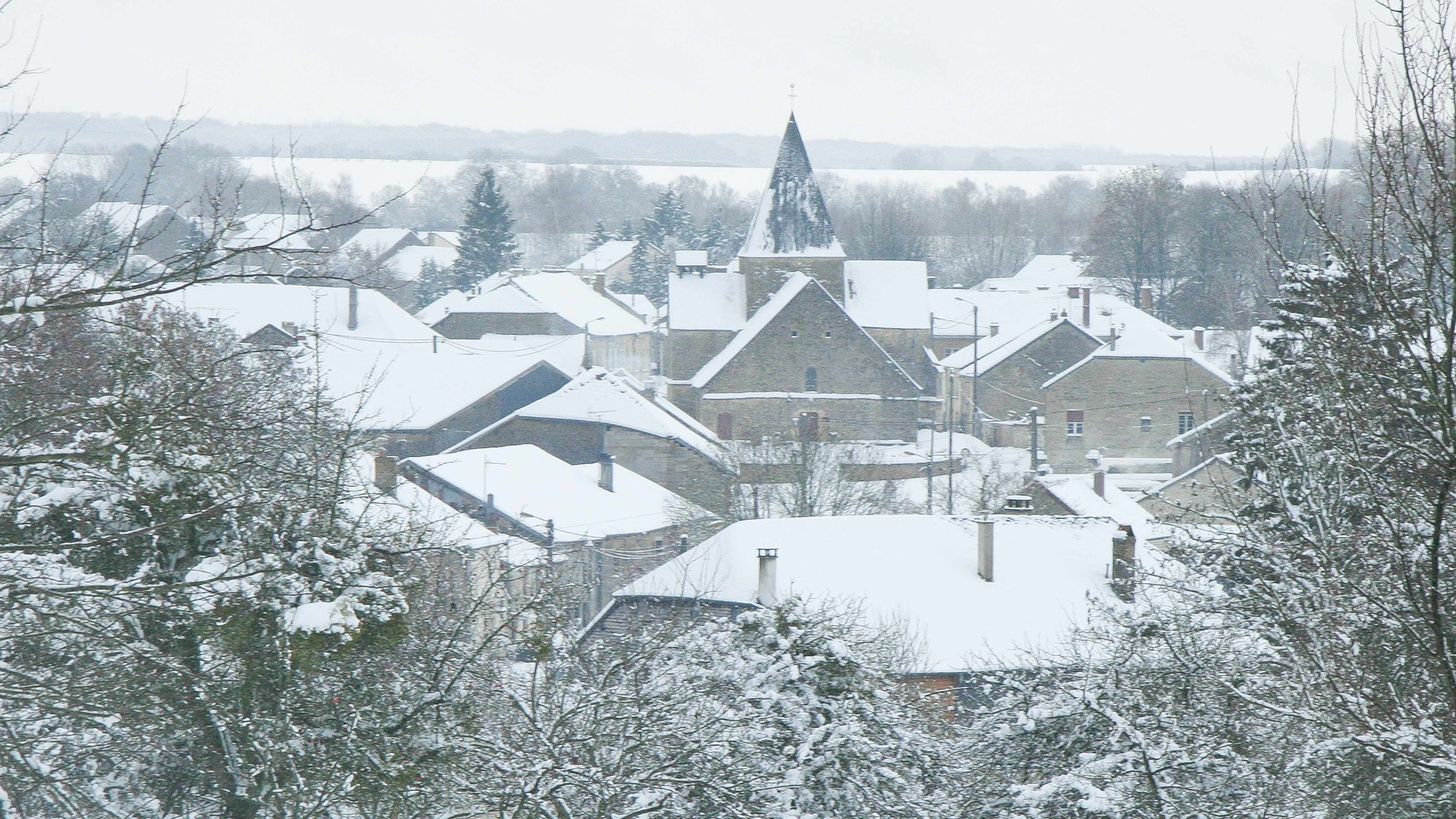
Écordal sous la neige.

### Personnalités liées à la commune
- Jean Charles de Coucy (1746-1824), ecclésiastique, archevêque de Reims, né au château d'Écordal.
- François-Louis de Saillans (1741-1792), né au château d'Écordal (cette famille étant établie à Justine-Herbigny), mort lors d'une insurrection monarchiste en Ardèche.
- Philéas Jean-Marie Lassaux (vers 1829-vers 1918), sculpteur.

### Héraldique
| Armes d’Écordal | Les armes d’Écordal se blasonnent ainsi : D’argent aux cinq mouchetures d’hermine de sable ordonnées 3 et 2. |